# Ash Shaţrah
Ash Shaţrah (arabiska: الشطرة) är en distriktshuvudort i Irak.   Den ligger i distriktet Al-Shatra District och provinsen Dhi Qar, i den sydöstra delen av landet, 270 km sydost om huvudstaden Bagdad. Ash Shaţrah ligger 13 meter över havet och antalet invånare är 82 732.
Terrängen runt Ash Shaţrah är mycket platt. Runt Ash Shaţrah är det ganska tätbefolkat, med 86 invånare per kvadratkilometer. Det finns inga andra samhällen i närheten. Omgivningarna runt Ash Shaţrah är i huvudsak ett öppet busklandskap.